# فرانسیسکو لازارو
فرانسیسکو لازارو (پرتغالی: Francisco Lázaro; ۲۱ ژانویهٔ ۱۸۹۱ – ۱۵ ژوئیهٔ ۱۹۱۲) دونده ماراتن اهل پرتغال بود.
وی که در بازی‌های المپیک تابستانی ۱۹۱۲ شرکت کرده بود پس از طی ۳۰ کیلومتر از دو ماراتن درگذشت، در ابتدا دلیل مرگ وی دهیدراسیون اعلام شد اما بعداً مشخص شد لازارو برای جلوگیری از آفتاب‌سوختگی، بدن خود را با لباس پوشانده بود که باعث عدم عرق‌کردن طبیعی و برهم خوردن تعادل الکترولیت مایعات بدن شده‌است. قبل از مسابقه او گفته بود: «یا من پیروز می‌شوم یا می‌میرم.»